# ضعیف فقیر
ضعیف فقیر (به انگلیسی: An Béal Bocht) نام رمانی از برایان اونولان، نویسنده ایرلندی است که در سال ۱۹۴۱ منتشر شد. این رمان به عنوان یکی از بهترین رمان‌های ایرلندی قرن بیستم شناخته می‌شود.
این رمان توسط مریم رفیعی به زبان فارسی ترجمه و با عنوان نِک و نال، داستانی بد دربارهٔ این زندگی سخت توسط انتشارات کتاب دیدآور در تابستان ۱۴۰۳ منتشر شد.